# Atletica leggera ai Giochi della XXX Olimpiade - Lancio del martello femminile

[https://www.youtube.com/watch?v=SpMVwN-cXiI Video ufficiale della Finale

Ai Giochi della XXX Olimpiade, la competizione del lancio del martello femminile si è svolta l'8 ed il 10 agosto presso lo Stadio Olimpico di Londra.

## Presenze ed assenze delle campionesse in carica
Per i campionati europei si considera l'edizione del 2010.
| Competizione         | Atleta           | Prestazione |          |
| -------------------- | ---------------- | ----------- | -------- |
| Olimpiadi 2008       | Aksana Mjan'kova | 76,34 m     | Presente |
| Commonwealth 2010    | Sultana Frizell  | 68,57 m     | Presente |
| Europei 2010         | Betty Heidler    | 76,38 m     | Presente |
| Asiatici 2010        | Zhang Wenxiu     | 72,84 m     | Presente |
| Panamericani 2011    | Yipsi Moreno     | 75,62 m     | Presente |
| Africani 2011        | Amy Sène         | 61,48 m     | Presente |
| Mondiali 2011        | Tat'jana Lysenko | 77,13 m     | Presente |
|                      |                  |             |          |
| Mondiali junior 2008 | Bianca Perie     | 67,95 m     | Presente |

## La gara
Il miglior lancio di qualificazione è della polacca Anita Włodarczyk con 75,68 metri. La britannica Sophie Hitchon stabilisce il nuovo record nazionale: 71,98. Non si ripeterà nella finale. Per la prima volta, tutte e dodici le atlete qualificate hanno superato i 70 metri. La misura della tredicesima classificata, 69,93 di Amber Campbell, è la migliore mai ottenuta da un'atleta non qualificata.
In finale Tatyana Lysenko, la campionessa mondiale in carica, stupisce le avversarie stabilendo il nuovo record olimpico alla prima prova: 77,56 metri. Nei primi tre turni il miglior lancio delle rivali appartiene alla cinese Zhang Wenxiu: 76,34 alla seconda prova. Non comincia bene la primatista mondiale Betty Heidler, ferma a 73,90.
Nei tre lanci di finale la Lysenko rafforza il proprio dominio con un ulteriore lancio oltre i 77 metri, seguito da uno a 78,18 al quinto turno che chiude definitivamente la lotta per l'oro. Nello stesso quinto turno Betty Heidler lancia 77,13 per un provvisorio secondo posto, ma all'ultimo lancio viene superata dalla polacca Włodarczyk che scaglia la palla di ferro a 77,60. Zhang Wenxiu, che non si è migliorata nei lanci di finale, è quarta.
La campionessa olimpica uscente, Aksana Miankova, ha disputato una gara incolore chiudendo settima con 74,40.
È stata una gara dagli elevatissimi contenuti tecnici: le prime cinque atlete hanno lanciato oltre i 76 metri (il record precedente era di tre), inoltre sono state stabilite le migliori prestazioni per le posizioni dalla seconda alla decima. 

## Squalifica per doping
L'11 ottobre 2016 il CIO annuncia la squalifica della medaglia d'oro, Tatyana Lysenko, per doping. La Lysenko perde così il titolo olimpico. Il 30 marzo 2017, Gulfiya Khanafeyeva e Mariya Bespalova sono state anche loro squalificate per doping e i loro risultati cancellati.

## Risultati
| Primatista mondiale   | 79,42 m (2011) | Betty Heidler    | Presente |
| Primatista stagionale | 78,69 m (18/7) | Aksana Mjan'kova | Presente |

1. ↑  Alla data del 20 luglio 2012.

### Finale
| Pos.    | Atleta           | Età | Paese         | 1ª prova | 2ª prova | 3ª prova | 4ª prova | 5ª prova | 6ª prova | Misura  | Note                                     |
| ------- | ---------------- | --- | ------------- | -------- | -------- | -------- | -------- | -------- | -------- | ------- | ---------------------------------------- |
| Oro     | Anita Włodarczyk | 27  | Polonia       | 75,01 m  | 76,02 m  | 75,72 m  | X        | 77,10 m  | 77,60 m  | 77,60 m | Miglior prestazione personale stagionale |
| Argento | Betty Heidler    | 29  | Germania      | 73,90 m  | 71,52 m  | 72,77 m  | X        | 77,13 m  | 72,77 m  | 77,13 m |                                          |
| Bronzo  | Zhang Wenxiu     | 26  | Cina          | 72,96 m  | 76,34 m  | 73,81 m  | 68,20 m  | 75,56 m  | X        | 76,34 m |                                          |
| 4       | Kathrin Klaas    | 28  | Germania      | X        | 72,79 m  | 76,05 m  | 74,66 m  | 72,88 m  | X        | 76,05 m | Miglior prestazione personale            |
| 5       | Yipsi Moreno     | 32  | Cuba          | 74,60 m  | X        | X        | X        | 71,97 m  | X        | 74,60 m |                                          |
| 6       | Stéphanie Falzon | 29  | Francia       | 73,06 m  | 69,29 m  | 71,10 m  |          |          |          | 73,06 m |                                          |
| 7       | Joanna Fiodorow  | 23  | Polonia       | 62,34 m  | 72,37 m  | X        |          |          |          | 72,37 m |                                          |
| 8       | Sophie Hitchon   | 21  | Gran Bretagna | 69,33 m  | 65,75 m  | X        |          |          |          | 69,33 m |                                          |
| dq      | Tat'jana Lysenko |     | Russia        | 77,56 m  | 75,86 m  | 74,39 m  | 77,12 m  | 78,18 m  | 77,28 m  | 78,18 m |                                          |
| dq      | Aksana Miankova  |     | Bielorussia   | 69,50 m  | X        | 74,40 m  | 72,06 m  | X        | X        | 74,40 m |                                          |
| dq      | Zalina Marghieva |     | Moldavia      | 73,77 m  | 74,06 m  | 72,32 m  | 72,91 m  | 72,34 m  | 70,72 m  | 74,06 m |                                          |
| dq      | Mariya Bespalova |     | Russia        | 71,13 m  | X        | 68,15 m  |          |          |          | 71,13 m |                                          |